# Kyrksjön (Floda socken, Södermanland)
Kyrksjön är en sjö i Katrineholms kommun i Södermanland och ingår i Nyköpingsåns huvudavrinningsområde. Sjön har en area på 0,795 kvadratkilometer och ligger 26 meter över havet. Kyrksjön ligger i Floda-Kyrksjön Natura 2000-område. Sjön avvattnas av vattendraget Ramstaån (Flodaån).
Kyrksjön hade tidigare en större utbredning men sänktes på 1850-talet.

## Delavrinningsområde
Kyrksjön ingår i det delavrinningsområde (655199-153276) som SMHI kallar för Utloppet av Kyrksjön. Medelhöjden är 49 meter över havet och ytan är 13,08 kvadratkilometer. Räknas de 5 avrinningsområdena uppströms in blir den ackumulerade arean 106,77 kvadratkilometer. Ramstaån (Flodaån) som avvattnar avrinningsområdet har biflödesordning 4, vilket innebär att vattnet flödar genom totalt 4 vattendrag innan det når havet efter 71 kilometer. Avrinningsområdet består mestadels av skog (52 procent) och jordbruk (28 procent). Avrinningsområdet har 1,14 kvadratkilometer vattenytor vilket ger det en sjöprocent på 6,3 procent.